# Peña Blanca (Nuevo México)
Peña Blanca es un lugar designado por el censo ubicado en el condado de Sandoval en el estado estadounidense de Nuevo México. En el Censo de 2010 tenía una población de 709 habitantes y una densidad poblacional de 39,76 personas por km². 
Forma parte del área metropolitana de Albuquerque.

## Geografía
Peña Blanca se encuentra ubicado en las coordenadas 35°34′15″N 106°19′55″O / 35.57083, -106.33194. Según la Oficina del Censo de los Estados Unidos, Peña Blanca tiene una superficie total de 17.83 km², de la cual 17.83 km² corresponden a tierra firme y (0%) 0 km² es agua.

## Demografía
Según el censo de 2010, había 709 personas residiendo en Peña Blanca. La densidad de población era de 39,76 hab./km². De los 709 habitantes, Peña Blanca estaba compuesto por el 24.96% blancos, el 1.13% eran afroamericanos, el 13.54% eran amerindios, el 0% eran asiáticos, el 0.14% eran isleños del Pacífico, el 58.53% eran de otras razas y el 1.69% pertenecían a dos o más razas. Del total de la población el 74.33% eran hispanos o latinos de cualquier raza.